# Nedre Grästjärnen
Nedre Grästjärnen är en sjö i Ånge kommun i Medelpad och ingår i Ljungans huvudavrinningsområde. Sjön har en area på 0,0782 kvadratkilometer och ligger 398,9 meter över havet. Nedre Grästjärnen ligger i Helvetesbrännan (södra) Natura 2000-område. Sjön avvattnas av vattendraget Vattenån.

## Delavrinningsområde
Nedre Grästjärnen ingår i det delavrinningsområde (694236-147093) som SMHI kallar för Inloppet i Näbbtjärnen. Medelhöjden är 452 meter över havet och ytan är 7,69 kvadratkilometer. Räknas de 3 avrinningsområdena uppströms in blir den ackumulerade arean 14,53 kvadratkilometer. Vattenån som avvattnar avrinningsområdet har biflödesordning 3, vilket innebär att vattnet flödar genom totalt 3 vattendrag innan det når havet efter 136 kilometer. Avrinningsområdet består mestadels av skog (86 procent) och sankmarker (12 procent). Avrinningsområdet har 0,08 kvadratkilometer vattenytor vilket ger det en sjöprocent på 1 procent.